# Péninsule Juan Masiá
La péninsule Juan Masiá (en espagnol : península Juan Masiá) est une péninsule située sur la grande île de la Terre de Feu, dans la région de Magallanes et de l'Antarctique chilien, au sud du Chili. La péninsule s'enfonce dans le détroit de Magellan et forme la Segunda Angostura, ou « deuxième goulet », une zone où la largeur du détroit se rétrécit à 7,4 km. 
La péninsule Juan Masiá est délimitée par la baie Felipe à l'est et par la baie Gente Grande au sud-ouest. La baie Lee, plus petite, s'enfonce à l'intérieur de la péninsule à l'ouest. Plusieurs points notables se détachent des côtes de la péninsule, le cap San Vicente, la pointe San Isidro et la pointe Zegers. 
La localité de Puerto Percy est située sur la péninsule.